# Hor hor
Hor Hor è il quarto album di Dvar pubblicato nel 2005.

## Il disco
Primo di due dischi pubblicati nel 2005, prosegue il percorso musicale del duo in linea con il disco precedente, Rakhilim, con richiami neoclassici, sinfonici, accenni synth pop e la consueta combinazione di suoni misteriosi ed inquietanti con voci e gemiti bizzarri.
In questo lavoro, come nei precedenti, all'interno del booklet compare la scritta: "music & text inspired by DVAR" "2002-2004" ma, per la prima volta, compare anche un'enigmatica frase:
UH K'RUUN BERIKHIYA Z'NOUH VERIKHETAR

IOHI YAMAH - AKHI RAANDAH!

U - U U H

IOHI YAMAH - AKHI RAANDAH!

U - U U H»

## Tracce
1. Maadi ya haadi – 2:12
2. Hishmaliin – 3:39
3. Tzamihavar – 2:16
4. Eraam – 1:19
5. Hor hor – 1:48
6. Yashaar – 3:33
7. Myadah – 2:00
8. Maad k'han – 3:28
9. Vaii daha – 1:34
10. Annoahim – 2:16
11. Lyarrah 2 – 1:19
12. Takhiia – 4:40
13. Hor hor – 1:55
14. Yashaar 2 – 1:17
15. Akhi raandah! – 2:26
16. Hiyari naari – 4:13
17. T'ndara kitah – 2:19